# Marie von Bruiningk
Marie von Bruiningk (auch Méry von Bruiningk, geborene von Lieven und seit 1826 Fürstin von Lieven, * 11. August 1818 in Kerstenshof; † 22. Januar 1853 in London) war eine deutsch-baltische Aristokratin, die sich für die deutsche Einheitsidee einsetzte.

## Leben
Seit 1839 lebte Marie im Sommer in Hellenorm und während der Winterzeit in Dorpat. Im Jahre 1847 lernte sie neben Emanuel Geibel auch den Dichter, Kunsthistoriker und demokratischen Revolutionär Gottfried Kinkel kennen und begann sich, seit 1848, für die deutsche Einheitsideen zu begeistern. In den 1840er Jahren war sie eine führende Persönlichkeit im radikalen intellektuellen demokratischen Kreis um die Familie von Bruiningk und korrespondierte mit Karl Marx und Alexander Iwanowitsch Herzen. Um die Befreiung Kinkels zu unterstützen, der 1848/1849 während der Deutschen Revolution inhaftiert worden war, spendete sie einen Beitrag zum „Fonds für die Befreiung Kinkels“. Infolgedessen wurde in Hamburg ihr Schriftwechsel polizeilich beschlagnahmt. Die angeschlagene Gesundheit veranlasste sie 1850 Livland zu verlassen, um eine Reise durch Deutschland und Italien durchzuführen. 1851 übersiedelte Marie nach London, ihr Haus wurde zu einer Auflaufstelle und zu einem Treffpunkt für deutsche politische Flüchtlinge.

## Herkunft und Familie
Marie stammte aus der hochangesehenen baltisch-russischen Adelsfamilie von Lieven. Ihre Eltern waren Johann von Lieven (1775–1848) und Marie, geborene von Anrep (1797–1839). 1839 heiratete Marie den Landrichter von Dorpat, Baron Ludolph August Bruiningk (1809–1891). Ihre Söhne waren Edmund von Bruiningk (1846–1885) und Hermann von Bruiningk (1849–1927), mit dem zweiten Sohn erlosch 1927 das Adelsgeschlecht von Bruiningk.